# ألعاب القوى في دورة الألعاب العربية
ألعاب القوى في دورة الألعاب العربية هو حدث رياضي يعقد في كل دورة من دورات الألعاب العربية منذ تأسيسها في 1953.

## النسخ
| الدورة | السنة         | المدينة المضيفة | البلد المضيف | الأحداث             |
| ------ | ------------- | --------------- | ------------ | ------------------- |
| I      | 1953 (تفاصيل) | الإسكندرية      | مصر          | 21                  |
| II     | 1957 (تفاصيل) | بيروت           | لبنان        | 21                  |
| III    | 1961 (تفاصيل) | الدار البيضاء   | المغرب       | 24                  |
| IV     | 1965 (تفاصيل) | القاهرة         | UAR          | 24                  |
| V      | 1976 (تفاصيل) | دمشق            | سوريا        | 22                  |
| VI     | 1985 (تفاصيل) | الرباط          | المغرب       | 39                  |
| VII    | 1992 (تفاصيل) | دمشق            | سوريا        | 41                  |
| VIII   | 1997 (تفاصيل) | بيروت           | لبنان        | 41                  |
| IX     | 1999 (تفاصيل) | عمان            | الأردن       | 45                  |
| X      | 2004 (تفاصيل) | الجزائر         | الجزائر      | 45                  |
| XI     | 2007 (تفاصيل) | القاهرة         | مصر          | 46                  |
| XII    | 2011 (تفاصيل) | الدوحة          | قطر          | 45 (+30 disability) |

## وصلات خارجية
- Past champions from GBR Athletics